# Elsa Beltrán
Elsa Beltrán (Buenos Aires, ca. 1950) es una atleta y basquetbolista argentina que ganó la medalla de bronce en básquetbol en silla de ruedas en los Juegos Paralímpicos de Toronto 1976. 
Por sus logros deportivos fue reconocida en Argentina como Maestra del Deporte Argentino (Ley 25962), ley para la cual desempeñó un importante papel como integrante de la Comisión Maestros del Deporte del COPAR, coordinada por Susana Masciotra, que tuvo a su cargo la función de identificar y certificar los títulos deportivos.

## Carrera deportiva

### Juegos Paralímpicos de Toronto 1976

#### Bronce en básquetbol femenino
Elsa Beltrán integró el equipo de básquetbol femenino que ganó la medalla de bronce en Toronto 1976. El equipo estuvo integrado por Susana Bainer, Elsa Beltrán, Cristina Benedetti, Eugenia García, Graciela Gazzola, Susana Masciotra, Susana Momeso, Marcela Rizzotto, Yolanda Rosa, Cristina Spara y Silvia Tedesco.
Participaron cinco países: Argentina, Canadá, Estados Unidos, Israel y República Federal Alemana que jugaron todos contra todos. Argentina perdió con Israel 16-56 (medalla de oro) y perdió 15-32 con la República Federal Alemana (medalla de plata), y venció a Estados Unidos (34-13) y Canadá (27-23), clasificando tercera y obteniendo así la medalla de bronce.
| Baloncesto Mujeres | Baloncesto Mujeres | Baloncesto Mujeres |
|                    | País               |                    |
| ------------------ | ------------------ | ------------------ |
| 1                  | Israel             |                    |
| 2                  | Alemania (RFA)     |                    |
| 3                  | Argentina          |                    |
| Fuente: IPC.       |                    |                    |